# Hospital Materno-Infantil Presidente Vargas
O Hospital Materno-Infantil Presidente Vargas (HMIPV) é um hospital municipal localizado na cidade brasileira de Porto Alegre, capital do estado do Rio Grande do Sul. Está situado na Avenida Independência, n° 661, esquina com a Rua Garibaldi, no bairro Independência.

## Histórico
Foi inaugurado em 24 de janeiro de 1953. Seu embrião, porém, data de 1947, quando uma equipe de seis médicos liderados pelo Dr. Antonio Saint-Pastous constituiu uma sociedade com o objetivo de montar um ambulatório em um imóvel da Avenida Independência, tendo como fim o atendimento a pacientes privados. O sucesso da sociedade e a ideia de construir um hospital contribuíram para a edificação do primeiro prédio do então Hospital do Médico, atualmente conhecido como Bloco A do HMIPV. No entanto, os recursos para equipar o hospital foram esgotados,restando aos médicos associados a venda ao Instituto de Aposentadoria e Pensões dos Empregados em Transportes e Cargas (IAPETC), que tomou posse em abril de 1950. Após os trabalhos de reformas e incorporação de novos equipamentos,foi transformado em Hospital Geral, em 1953.
Dez anos mais tarde, foram unificados os Institutos de Aposentadorias e Pensões, constituindo-se o Instituto Nacional de Previdência Social (INPS), que passou então a gerenciar o hospital. Nesta época, a demanda na área materno-infantil representava 70% do contingente segurado da Previdência Social, levando o INPS a elaborar alternativas para resolver este problema. É neste contexto que, em 2 de janeiro de 1978, ocorre a transformação de Hospital Geral para Hospital Materno-Infantil. 
No início dos anos 1980, o HMIPV tornou-se referência regional no atendimento a gestantes de alto risco, desfrutando de posição privilegiada no ranking dos hospitais administrados pelo Instituto Nacional de Assistência Médica e Previdência Social (INAMPS).
Em 1991, cedido ao Ministério da Educação e Cultura, o hospital passou a ser administrado pela Fundação Faculdade Federal de Ciências Médicas de Porto Alegre, o que ocorreu até 1995. No segundo semestre daquele ano, foi assinado convênio de co-gestão entre o Ministério da Saúde, a Secretaria Estadual de Saúde e o HMIPV. 
Em 1998, iniciaram-se as discussões em defesa da municipalização e da manutenção do caráter público do HMIPV, contando com a mobilização política e sindical de representações na área da saúde. Em março de 2000, foi designada uma comissão técnica para subsidiar a discussão sobre o tema. 
Em 24 de agosto de 2000, o HMIPV passou para a gestão municipal, através de termo de cessão de uso firmado entre o Ministério da Saúde e a Prefeitura de Porto Alegre. Neste mesmo ano, recebeu  o título de Hospital Amigo da Criança, mantido até hoje.
Atualmente, o hospital é administrado pela Secretaria Municipal de Saúde de Porto Alegre, oferecendo 100% do atendimento pelo SUS.

## Infra-estrutura
O Hospital Materno-Infantil Presidente Vargas (HMIPV) está localizado na avenida Independência, 661, na confluência com a rua Garibaldi, em Porto Alegre. É constituído por três blocos, que abrigam a assistência hospitalar (Bloco A, em sua maior parte), os serviços de apoio estruturais, manutenção e oficinas (Bloco B) e os serviços ambulatoriais e administrativos (Bloco C). 
BLOCO A (ACESSO PELA RUA GARIBALDI)
Térreo
• Serviço de Controle Operacional
• Central de Internação
1º andar 
• Serviço de Nutrição e Dietoterapia
• Refeitório Hospitalar
2º andar
• Farmácia
• Comissão de Controle de Infecção Hospitalar (CCIH)
3º andar 
• UTI Pediátrica
• Hemoterapia – Agência Transfusional
4º andar 
• Internação Pediátrica
5º andar
• Internação Psiquiátrica
6º andar
• Pré-Natal de Alto Risco (Hospital Dia/ Medicina Fetal/Telemedicina)
• Banco de Leite Humano
7º andar
• Internação da Mulher (Casa da Gestante/ Internação Ginecológica)	
8º andar
• Alojamento Conjunto
9º andar
• Neonatologia (UTI Neonatal/Mamãe Canguru)
10º andar
• Centro Obstétrico
• Emergência Obstétrica
11º andar
• Sala de Recuperação Pós-Anestésica  (Unidade Clínica Intermediária)
12º andar
• Bloco Cirúrgico
13º andar
• Central de Material Esterilizado (CME)
BLOCO B (ACESSO INTERNO) 
Subsolo
• Manutenção Predial – Marcenaria e Serralheria
Térreo
• Rouparia e Lavanderia
1º andar
• Manutenção Predial – Administração 
• Biomédica
2º andar
• Manutenção Predial - Depósito 
• Depósito do Serviço de Nutrição e Dietética
3º andar
• Máquinas e equipamentos
BLOCO C (ACESSO PELA AVENIDA INDEPENDÊNCIA, 661)
Térreo
• Emergência Pediátrica
• Serviço de Diagnóstico por Imagem
2º andar
• Coordenação do Ambulatório
• Recepção do Ambulatório
• Serviço de Atendimento Especializado (SAE  Hepatites)
• Serviço de Psicologia
• Serviço Social
3º andar
• Arquivo de Prontuários 
• Laboratório de Análises Clínicas  (acesso pelo Bloco A)
• Teste do Suor 
4º andar
• Ambulatório de Ginecologia
• Setor de Eletrocardiograma e Eletroencefalograma
5º andar
• Ambulatório de Psicologia
• Ambulatório de Psiquiatria 
• Ambulatório de Sexologia 
• Ambulatório de DST
• Odontologia Especializada
• PAIGA (Programa de Atenção Integral à Gestante Adolescente)
• SRTN (Teste do Pezinho)
6º andar
• Ambulatórios:Cardiologia,Cirurgia,Cirurgia Geral, Endocrinologia, Fisioterapia Respiratória, Gastroenterologia, Genética Clínica, Hematologia,
Nefrologia, Neurocirurgia, Neurologia, Oftalmologia, Otorrinolaringologia, Pediatria, Pneumologia, Proctologia
• CRIE (Centro de Referência em Imunológicos Especiais)
• Saúde do Trabalhador
7º andar
• Assessoria de Ensino e Pesquisa
• Assessoria de Planejamento
• Assessoria Técnica
• COREME
• Desenvolvimento de Recursos Humanos 
• Direção Geral
• Manutenção Predial – Setor de Projetos
• Ouvidoria
• Salas de Aula
• Serviço de Controle de Documentação Financeira	
• Serviço  de Licitações e Patrimônio
• Serviço de Saúde e Medicina do Trabalho (SESMT)
• Setor de Recursos Humanos
• Vigilância Sanitária para Autorização de Exames de Biologia Molecular (PCR)
8º andar 
• Auditório
• Biblioteca Virtual de Saúde
• Salas de Aula 
• Sala dos Médicos Residentes
• Serviço de Informática e Telefonia

## Hospital Amigo da Criança
A Iniciativa Hospital Amigo da Criança (IHAC) é uma ação prioritária do Ministério da Saúde (MS) e da Organização Mundial da Saúde (OMS) desde 1992, quando  a rede hospitalar passou a ser incentivada a  se preparar para o credenciamento e a obtenção do título Hospital Amigo da Criança. A instituição assim intitulada se diferencia das demais pelo incentivo ao aleitamento materno exclusivo (AME) e pela qualidade da assistência que oferece, promovendo o vínculo entre a díade mãe/bebê, incentivando as relações familiares, tendo em vista a diminuição das probabilidades de abandono ou agressão doméstica. Além dos benefícios emocionais, o aleitamento também protege a saúde física da criança e da mãe, interferindo positivamente nas taxas de morbidade e mortalidade materno-infantil. Proporciona, também, alta precoce dos bebês que tenham necessitado de internação mais prolongada. 
O HMIPV, aderindo à IHAC,  constituiu em 1996 o Grupo de Incentivo ao Aleitamento Materno (GIAM) que inaugurou a rotina de capacitações sobre aleitamento materno, dirigida a todos os servidores das equipes de saúde, das equipes de apoio (vigilantes, porteiros, pessoal da limpeza etc), bem como atividades educativas direcionadas às gestantes, puérperas e familiares.
Em novembro de 1999 o HMIPV passou pelo processo de avaliação realizada por peritos do MS e em dezembro foi informado sobre a aprovação para o credenciamento. Em  março de 2000  foi contemplado com o título Hospital Amigo da Criança, em um ato solene com a presença de autoridades federais, da direção do hospital e de representantes das diferentes equipes comprometidas com esta conquista. Na ocasião, recebemos o quadro símbolo da IHAC - “Maternity by Picasso” – e a placa de reconhecimento pelo cumprimento dos DEZ PASSOS PARA O SUCESSO DO ALEITAMENTO.
Desde então, o HMIPV realiza anualmente o Curso de Aleitamento Materno  em uma ou duas edições, de acordo com a necessidade, garantindo a continuação do clima organizacional pró-amamentação.
Para dar suporte à gestão comprometida com esta proposta, o GIAM passou a se denominar Comitê de Aleitamento Materno do HMIPV(adquirindo um caráter normativo e deliberativo, formado por um colegiado interprofissional e vinculado à Direção Geral.
Dentro deste novo enfoque, além do curso anual sobre aleitamento, passaram a ser desenvolvidas outras atividades de promoção e incentivo ao AME para as equipes, pacientes e seus acompanhantes, como seminários, atividades educativas, grupos de sala de espera e participação em campanhas municipais e estaduais sobre promoção da saúde.
Dentro da Regionalização da Assistência Obstétrica proposta pela Secretaria Municipal de Saúde de Porto Alegre (SMS), passou a incentivar as gestantes e seus acompanhantes a visitarem a maternidade referência para o parto. Esta visita se dá em parceria com as Unidades Básicas de Saúde, através de agendamento prévio realizado por estas. Com isto, além de conhecer o serviço e o fluxo que deve ser realizado no momento em que perceberem sinais de trabalho de parto, a família passa a ser inserida no cuidado à mãe e ao bebê, através da valorização, incentivo e apoio ao AME.
Para dar suporte às gestantes e mães,  durante a internação e após a alta,  conta com o Banco de Leite Humano (BLH), onde podem ser retiradas todas as dúvidas sobre o AM, além da obtenção de auxílio quando houver qualquer dificuldade para iniciar ou manter o aleitamento.Para as mães que tiveram impedimento em manter a amamentação, o BLH  trabalha  a técnica da relactação ou translactação, recuperando a possibilidade de retomar ou iniciar o aleitamento exclusivo ou parcial.
Para a manutenção do título de Hospital Amigo da Criança, o HMIPV permanece coeso aos critérios determinados pelo IHAC/MS/OMS, estando em constante atualização e avaliação das suas práticas assistenciais interdisciplinares. De acordo com a II Pesquisa de Prevalência do Aleitamento Materno nas Capitais Brasileiras e Distrito Federal, realizada em 2008,  o HMIPV apresentou os melhores índices de AME entre os Hospitais Amigos da Criança de Porto Alegre.
Como Hospital de Ensino, tem a  missão de formar novos profissionais e todos os residentes, estagiários, demais estudantes e profissionais temporários são inseridos nestas práticas diárias incentivadoras do AME. Faz parte de sua formação, portanto,  o comprometimento com o aleitamento materno, o que contribui para a disseminação deste conceito, que será conduzido por estes profissionais nos demais serviços onde vierem a trabalhar.

## Especialidades
- Ginecologia
- Obstetrícia
- Psiquiatria
- Pediatria
- Neonatologia
- Medicina Fetal